# Magnat

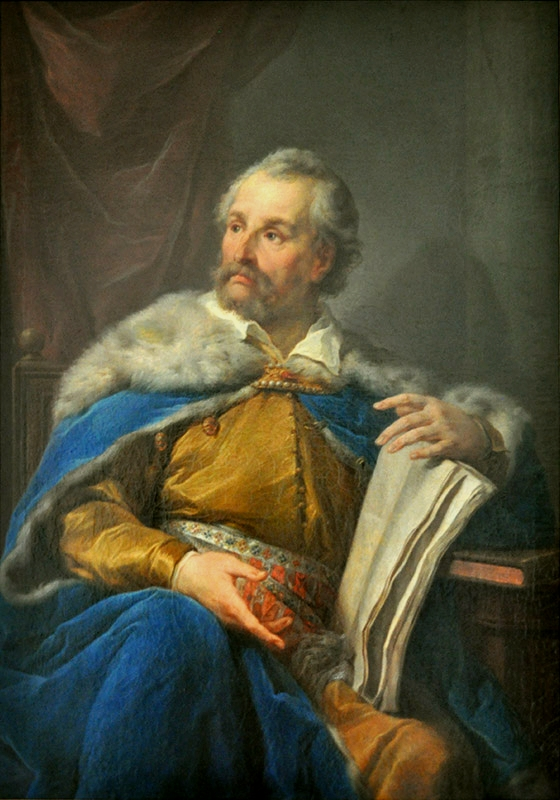
Magnat (Jan Zamoyski)

Magnat (z łac. magnatus – możnowładca, wielki) – członek najbogatszej grupy szlachty, wywodzącej się ze średniowiecznego możnowładztwa. Magnaci zajmowali najwyższe urzędy państwowe oraz skupiali w swoich rękach wielkie majątki ziemskie (latyfundia), które tworzyły ich potęgę ekonomiczną. Poprzez podporządkowanie sobie biednej szlachty i utrzymywanie jej w zamian za głosy na sejmikach (system klienteli) magnaci zapewnili sobie całkowity wpływ na politykę państwa. Magnaci posiadali przywileje stanowe i rodowe. Od XVII wieku zaczęli odgrywać decydującą rolę w polityce Rzeczypospolitej. W XIX wieku zaczęto nazywać ich arystokratami.
Magnaci posiadali prywatne miasta, zamki, rezydencje i wojska oraz sprawowali dożywotnie urzędy. Wśród nich były godności regionalne (wojewoda i kasztelan) oraz ministerialne (hetman, kanclerz, podskarbi i marszałek). Jeśli urząd hetmana lub kanclerza znalazł się w rękach kompetentnej osoby, jego pozycja była niemal równa królewskiej. Od końca XVI do połowy XVII wieku Rzeczpospolita miała wielu wybitnych kanclerzy i hetmanów. W połowie XVII wieku magnaci zaczęli traktować Rzeczpospolitą jako łup do rozgrabienia.
W Europie środkowo-wschodniej od XVI do XVIII wieku magnaci byli najwyższą warstwą szlachty. Wzrost ich znaczenia nastąpił po unii lubelskiej w 1569 i przyłączeniu Litwy do Korony. Szczególny wzrost ich znaczenia nastąpił w XVII i XVIII wieku, gdy uzyskali decydujący wpływ na politykę państwa. Koniec wpływów magnatów nastąpił z upadkiem Rzeczypospolitej w 1795, chociaż elitą społeczeństwa pozostali co najmnej do powstania listopadowego (1830-1831).
W odróżnieniu od Europy Zachodniej magnaci w Rzeczypospolitej nie byli wyodrębnieni pod względem prawnym. W Rzeczypospolitej było to około 80 rodzin, które w wielu pokoleniach utrzymywały majątki i wpływy. W
historycznych opracowaniach okres XVII i XVIII określano mianem epoki oligarchii magnackiej.
W klasycznym znaczeniu członek jednego z rodów magnackich (magnaterii, a także w późniejszym okresie posiadaczy tytułów: książąt, hrabiów, baronów, margrabiów, czyli markizów), dziedzic tytułów i majątku. Nieliczni szlachcice, zwani magnatami, posiadali olbrzymie majątki, liczące wiele folwarków, wsi, miast i tysiące poddanych, ale mieli takie same prawa polityczne jak pozostała część szlachty. Ponadto w okresie Rzeczypospolitej Obojga Narodów jedyny stosowany tytuł to tytuł księcia noszony tradycyjnie przez potomków rodów kniaziów litewskich (z nielicznymi wyjątkami, np. Radziwiłłowie herbu Trąby). Posiadanie tego tytułu nie wiązało się jednak ze specjalnymi prawami ani nawet nie oznaczało uznania za magnata, jeśli dana osoba nie posiadała odpowiednich dóbr – przykład to historia rodu Czartoryskich, który wcześnie podupadł i pomimo dziedzicznego tytułu książęcego nie był uznawany za magnacki aż do czasu, kiedy August II Mocny nadał tej rodzinie wielkie dobra, tak że stała się ona bogata i potężna. Niektórzy magnaci otrzymywali od cudzoziemskich władców arystokratyczne tytuły, ale w Rzeczypospolitej nie mieli prawa ich używać. Dopiero po rozbiorach wśród polskich rodów magnackich upowszechniło się używanie tytułów nadawanych przez władców państw zaborczych.

## Współcześnie
Współcześnie określenie to stosowane jest także wobec członków rodzin największych kapitalistów w przemyśle, bankowości, handlu itd. (np. magnat naftowy i finansowy – John Rockefeller, stalowy – Alfred Krupp; tacy magnaci nazywani są np. po angielsku – tycoon albo business magnate).